# Evolve or Die
Evolve or Die es el cuarto episodio de la cuarta temporada y trigésimo cuarto episodio a lo largo de la serie de drama y ciencia ficción de TNT Falling Skies. Fue escrito por M. Raven Metzner y dirigido por Bill Eagles. Fue estrenado el 13 de julio de 2014 en Estados Unidos y el 14 de julio de 2014 en Latinoamérica.
Después de escapar del gueto Espheni, Tom y el resto de los sobrevivientes de la 2nd Mass se refugian en un escondite Volm, donde la tensión aumenta entre los extraterrestres y humanos. Tom va en busca de Matt, acompañado de Weaver y Cochise mientras Hal se queda a cargo. Finalmente en el barrio chino, Anne se reencuentra con Lexi y descubre la transformación que ha sufrido su hija.

## Argumento
La 2nd Mass se reúne con Cochise y sus hombres en un almacén abandonado, donde serán provistos de refugio y comida. Sin embargo, cuando Cochise le cuenta a Tom que sabe el paradero de Matt, este decide ir a buscar a su hijo, acompañado del extraterrestre y Weaver y dejando a cargo a Hal del lugar. Hal acepta el cargo aunque aún está inseguro pues se siente culpable de la muerte de uno de los prisioneros cuando los guiaba por los túneles del gueto y ordena a los sobrevivientes quedarse en los alrededores mientras buscan comida y combustible, sin embargo, Pope insiste en ir más allá, desobedeciendo las órdenes de Hal y robando una camioneta. Mientras tanto en el camino al centro de reeducación, Tom y Cochise notan que la paranoia de Weaver ha aumentado cuando este asegura que están siendo seguidos. Al llegar a las afueras del campamento, Cochise es atacado por una criatura humanoide y herido severamente por el veneno de ésta, entrando en un trance regenerativo. Mientras tanto, Tom y Weaver deciden entrar al campamento y salvar a Matt y a todos los niños que sean posibles.
Por otra parte, Pope llega a una casa donde encuentra suficiente combustible en el garaje pero es sorprendido por una mujer de nombre Sara quien le apunta con una escopeta y reclama el combustible para ella, pues ha vivido en esa casa desde que la invasión tuvo lugar. Pope intenta llegar a un arreglo y accede a la invitación de Sara para beber una cerveza. Sin embargo, Sara vertió unos somníferos en la cerveza de Pope, quien pierde el conocimiento. Mientras tanto, Tector advierte a Dingaan y Hal que las patrullas de los Volm detectaron beamers acercándose al almacén, por lo que han decidido dejarlo y aconsejan que los humanos hagan lo mismo, aunque Hal no está muy convencido de hacer algo diferente de las órdenes dictadas por su padre.
En el campamento, Tom y Weaver logran infiltrarse en los dormitorios donde son descubiertos por los estudiantes, quienes inmediatamente alertan a los encargados. Cuando intentan huir, son interceptados por Mira, quien los lleva hasta la celda de Matt, donde Tom se enfrenta a golpes con Kent, dejándolo inconsciente. Weaver le dice a Tom que se adelante con los niños, ya que continúa con la sensación de estar siendo perseguido. Una vez que Tom y los niños dejan el lugar, Weaver es arrastrado por la criatura. Afuera, los Skitters que custodian el lugar buscan a los intrusos y Mira decide quedarse para crear una distracción para que Tom y Matt puedan salir, con la promesa de regresar por ella. Weaver despierta y es atacado por un Skitter, sin embargo, la criatura humanoide lo defiende y es herida por el Skitter. Weaver se acerca a ella y descubre que se trata de Jeanne, confirmando que los Espheni están decididos a esclavizar a los humanos, pero aún no pueden despojarlos completamente de su conciencia. Jeanne muere en brazos de su padre y Weaver se reencuentra con Tom, Matt y Cochise, contándoles lo sucedió.
Pope le dice a Sara que él es la única manera de sobrevivir cuando unos Mech rondan la casa. Mientras tanto en el refugio Volm, Shak informa a Hal que las patrullas Espheni están más cerca de lo que pensaban y le aconsejan abandonar el lugar. Justo después, Dingaan sintoniza en la radio una transmisión sobre un lugar seguro y Hal reconocer que es la voz de Lourdes, por lo que a regañadientes decide mover a su gente, mientras deja un mensaje encriptado para que su padre pueda localizarlos. Finalmente, Sara y Pope llegan al refugio, donde Hal le reclama por sus actos, pero Sara interviene y le dice que debería estar agradecido con Pope por conseguir el combustible. Hal acepta estar agradecido mas no estar de acuerdo con los métodos de Pope. La 2nd Mass y los Volm parten rumbo al refugio que escucharon por la radio.
Finalmente en el barrio chino, Anne está feliz por haberse reencontrado con su hija. Lexi, sin embargo, le dice a Anne que sus hombres no podrán quedar en la comunidad si no bajan las armas. Más tarde, Ben y Maggie se acercan a Anne y le cuentan sobre la reunión que Lexi sostuvo con uno de los Overlords. Anne enfrenta a Lexi, quien asegura que el Espheni desea la paz y la convivencia entre ambas razas, por lo que Anne le pide que pacte una reunión con él. Lexi accede y la reunión se lleva a cabo. El Espheni utiliza a Ben para hablar con Anne y reafirma lo que Lexi le dijo a su madre anteriormente, sin embargo, Anne reconocer al Overlord como el que estuvo conectada con ella en la torre Espheni, cuando era prisionera de Karen y llama a sus hombres para que capturen al extraterrestre, rompiendo la comunicación entre este y Ben. Lexi se opone a la captura pero Ben le dice que todo lo que Espheni dice es mentira. Poco después, el Overlord del gueto y el de la torre se comunican, descubriendo que planean usar a Lexi como arma.

## Elenco
| - Noah Wyle como Tom Mason. - Moon Bloodgood como Anne Glass. - Drew Roy como Hal Mason. - Connor Jessup como Ben Mason. - Maxim Knight como Matt Mason. - Colin Cunningham como John Pope. - Sarah Sanguin Carter como Maggie. - Mpho Koaho como Anthony. - Doug Jones como Cochise. - Seychelle Gabriel como Lourdes Delgado. - Scarlett Byrne como Lexi. - Will Patton como Daniel Weaver. | - Ryan Robbins como Tector Murphy. - Laci Mailey como Jeanne Weaver. - Megan Danso como Denny. - John DeSantis como Shak-Chique. - Desiree Ross como Mira. - Dakota Daulby como Kent. - Treva Etienne como Dingaan Botha. - Mira Sorvino como Sara. |

## Continuidad
- El episodio marca la primera aparición de Sara.
- Jeanne Weaver fue vista anteriormente en Ghost in the Machine.
- Ben y Maggie le cuentan a Anne sobre lo ocurrido con Lexi.
- Tom libera a Matt del campo de reeducación.
- Se revela que Jeanne fue convertida en Skitter.
- Hal se queda a cargo de la 2nd Mass por órdenes de Tom.
- Los Volm y la 2nd Mass viajan rumbo al barrio chino.
- Los Espheni revelan que planean usar a Lexi como un arma cuando se fortalezca.
- Jeanne muere en este episodio.

## Recepción

### Recepción de la crítica
Chris Carabott de IGN calificó al episodio como bueno y le otorgó una puntuación de 7.4 sobre 10, comentando: "Evolve or Die sirve como una introducción decente para el personaje de Mira Sorvino, Sara, pero la trama en general parece estar avanzar poco; especialmente con Lexi y la tregua en Chinatown. El impacto emocional de la muerte de la hija de Dan debería haber sido un punto emocional grande para el episodio pero terminó siendo casi una idea de último momento. Hal ha demostrado que tiene mucho que superar si quiere ser líder y me imagino que vamos a ver una gran cantidad de luchas internas con Pope hasta que Tom regrese".

### Recepción del público
En Estados Unidos, Evolve or Die fue visto por 2.78 millones de espectadores, recibiendo 0.8 millones de espectadores entre los 18 y 49 años, de acuerdo con Nielsen Media Research.